# Mycedium mancaoi
Espèce
Statut CITES
Mycedium mancaoi est une espèce de coraux appartenant à la famille des Merulinidae.